# Ordem de Júkov
A Ordem de Júkov (em russo:  Орден Жукова, translit. Orden Jukova) é uma condecoração militar da Federação Russa. A ordem é nomeada em honra do Marechal da União Soviética Gueorgui Júkov, o militar mais condecorado da história da União Soviética.

## História
A Ordem de Júkov foi estabelecida pelo decreto presidencial nº 930, de 9 de maio de 1994, para premiar oficiais superiores por sua contribuição no planejamento e execução de grandes operações militares, incluindo aquelas realizadas durante a Grande Guerra Patriótica. Posteriormente, seu estatuto foi alterado pelo Decreto Presidencial nº 243, de 6 de março de 1995.
Inicialmente, a Ordem de Júkov seguia a Ordem Por Mérito à Pátria na hierarquia de prêmios estatais e era usada com um fecho de parafuso (sem fita) no lado direito do peito.
Em setembro de 2010, foram feitas mudanças significativas no estatuto e na descrição da ordem, incluindo uma mudança no método e na ordem de uso da ordem. A ordem começou a ser usada em um bloco pentagonal com uma fita no lado esquerdo do peito, e tomou seu lugar após a Ordem de Ushakov. 
Em janeiro de 2013 e abril de 2015, foram feitas alterações ao estatuto da ordem, segundo as quais a ordem pode ser concedida, além de militares, a associações e unidades militares das Forças Armadas da Federação Russa, outras tropas e corpos, bem como instituições de ensino militar superior.  
Pelo Decreto do Presidente da Federação Russa nº 413 de 25 de abril de 1995, ocorreram as primeiras 15 concessões da ordem.
O autor da aparência da ordem é o Artista do Povo da Rússia Valery Balabanov.

## Descrição da insígnia original
A insígnia original era uma cruz pátea dourada de 50 mm de largura, com os quatro braços esmaltados em vermelho e com uma aba dourada com linhas em alto e baixo-relevo, dando a aparência de quatro escudos vermelhos. No centro, um medalhão de prata banhado a ouro de 24 mm de diâmetro, esmaltado azul e com o busto em relevo de Gueorgui Júkov, e, abaixo dele, ramos de louro e de carvalho. Acima do busto, a inscrição dourada "ГЕОРГИЙ ЖУКОВ" (GUEORGUI JÚKOV). Entre os braços da cruz, raios dourados em relevo em sentido do centro para fora, formando um quadrado de 45 mm com cantos arredondados. O reverso da insígnia tinha um parafuso com uma porca, para prendê-la à roupa. A Ordem de Júkov era usada no lado direito do peito, com outras ordens similares.

## Novo estatuto

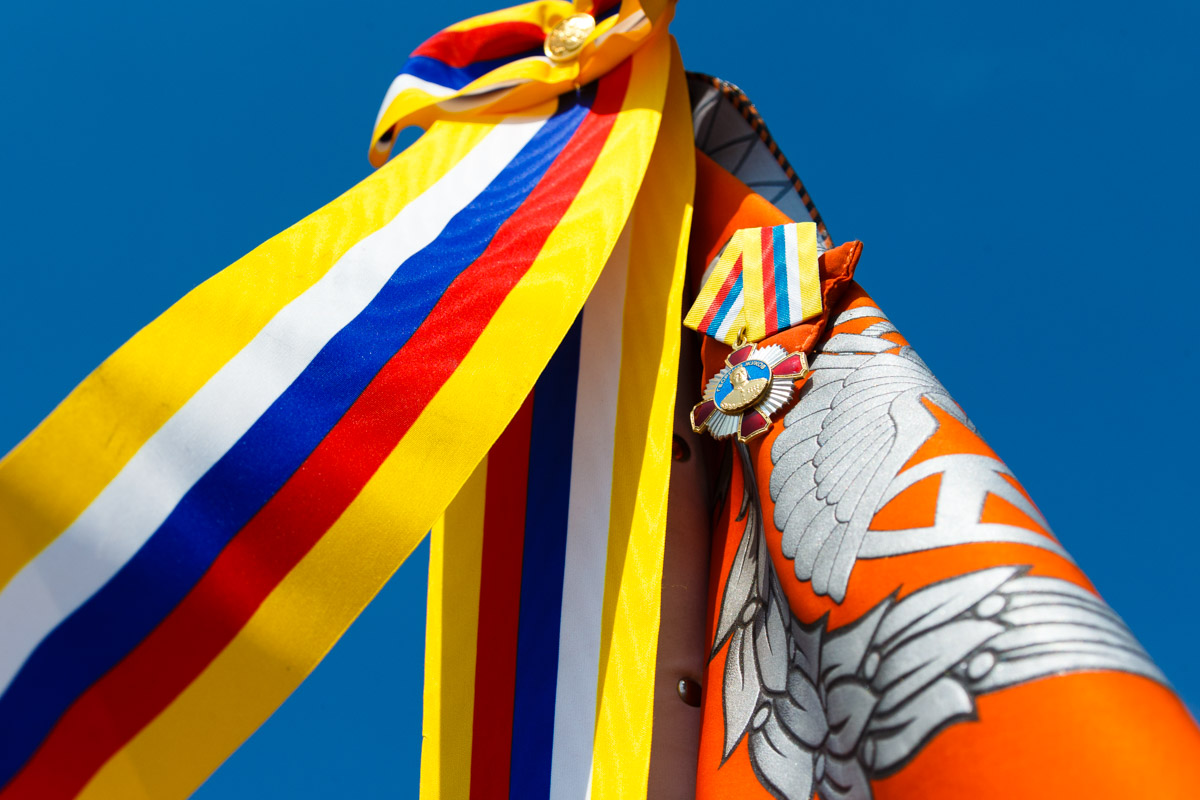
Cores da Ordem de Júkov na bandeira da 39ª Brigada Ferroviária Separada do Distrito Militar do Sul.

Todo o sistema de condecorações da Federação Russa foi reformulado pelo decreto presidencial nº 1099, de 7 de setembro de 2010. Esse decreto incluiu um redesenho da insígnia e emendas ao seu estatuto.
Desde então a Ordem de Júkov é concedida a comandantes de unidades militares e seus representantes dentre os oficiais superiores, por organização hábil de tropas (forças) e operações em áreas estratégicas (teatros) pelos seguintes motivos:
- por organizar operações militares durante as quais, apesar da superioridade numérica do inimigo, os objetivos da operação foram cumpridos;

- por manobras hábeis em terra e no ar para cercar o inimigo, possibilitando a derrota de forças superiores;
- pela iniciativa e determinação na escolha de um local e momento de um ataque importante que levou à derrota do inimigo em terra e/ou no ar, enquanto mantendo a prontidão para o combate e a capacidade de prosseguir com os objetivos;
- por realizar uma fuga defensiva de um cerco inimigo para participar de uma ação ofensiva futura; pela organização, perseguição, escolha do ambiente de combate e derrota do inimigo;
- por tenacidade em repelir os ataques inimigos do ar, da terra e do mar;
- por manter as tropas inimigas fixas em áreas designadas ,a fim de criar condições favoráveis para tomada de iniciativa e privação da habilidade do inimigo de continuar operações ofensivas;
- pela organização e gestão hábil de unidades das Forças Armadas da Federação Russa estacionadas fora da Federação Russa; por repelir um ataque armado contra elas, bem como a proteção dos cidadãos da Federação Russa contra ataques fora da Federação Russa.[3]

A Ordem de Júkov pode ser concedida a unidades militares e formações envolvidas na condução de operações em terra e no ar, durante as quais, apesar da obstinada resistência do inimigo, os objetivos das operações foram atendidos com plena capacidade operacional das unidades militares restantes. Também pode ser concedido a cidadãos estrangeiros - soldados das forças aliadas, dentre os oficiais superiores que participaram ao lado de soldados da Federação Russa, por organizarem e conduzirem com sucesso operações conjuntas de tropas aliadas (forças). A Ordem pode ser concedida postumamente.

## Antigo estatuto
Estatuto da Ordem até 7 de setembro de 2010
A Ordem de Júkov é concedida a:

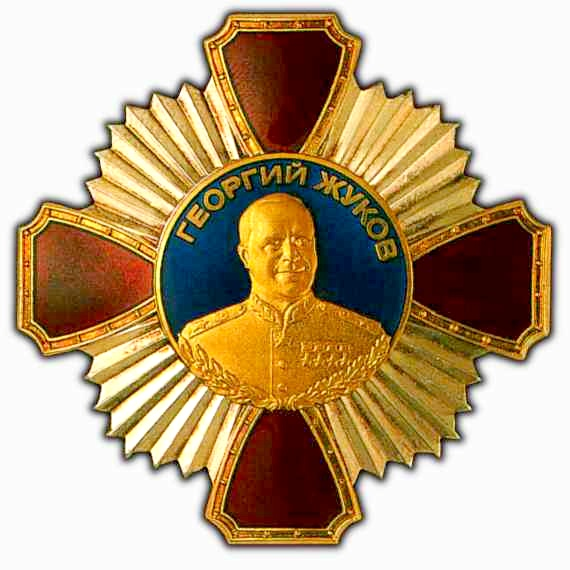
Antiga aparência da ordem

- comandantes de frentes e exércitos, seus adjuntos, chefes de gabinete, chefes de diretorias operacionais e departamentos operacionais, chefes de ramos das forças armadas de frentes e exércitos, comandantes de corpos, divisões, brigadas, agraciados com o título de Herói da União Soviética ou com ordens de distinção na liderança de tropas durante operações de combate durante a Grande Guerra Patriótica;
- comandantes de frotas, flotilhas e seus adjuntos, comandantes de esquadrões, bases navais, brigadas, agraciados com o título de Herói da União Soviética ou com ordens de conduzir operações de combate em conjunto com o Exército Vermelho durante a Grande Guerra Patriótica;
- oficiais superiores, bem como oficiais superiores na posição de comandante de divisão (brigada) e superiores das Forças Armadas da Federação Russa por seus serviços no desenvolvimento e condução bem-sucedida de grandes operações durante operações militares para defender a Pátria.

A concessão da Ordem de Júkov é realizada por decreto do Presidente da Federação Russa.
A Ordem de Júkov é usada no lado direito do peito. 

## Descrição da insígnia atual

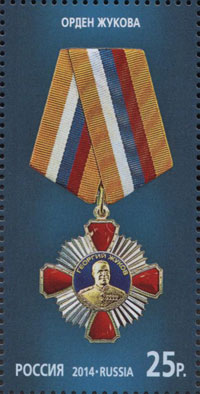
A Ordem de Júkov em um selo postal russo de 2014 da série “Prêmios Estatais da Federação Russa”

A insígnia Ordem de Júkov tem a forma de uma cruz pátea dourada de 40 mm de largura, cujos quatro braços são esmaltados em vermelho e possuem uma borda dourada cercada por linhas em alto e baixo-relevo, aparentando quatro escudos vermelhos. No centro ele possui um medalhão de prata banhada a ouro, esmaltado azul, com um busto em relevo de Júkov, ligeiramente voltado para a direita, e abaixo dele remos de louro e de carvalho. Acima do busto de Júkov, há uma inscrição dourada "ГЕОРГИЙ ЖУКОВ" (GUEORGUI JÚKOV). Entre os braços da cruz, raios dourados em relevo em sentido do centro para fora, formando um quadrado de 35 mm com cantos arredondados. O reverso da insígnia apresenta uma letra "N" seguida do número de série da insígnia.
A insígnia é suspensa por uma armação pentagonal russa padrão, coberta por uma fita moiré de seda de 24 mm de largura, amarela e com três listras de 4 mm de largura centrais de branco, azul e vermelho.
A ordem de precedência da Federação Russa determina que a Ordem de Júkov deve ser usada no lado esquerdo do peito, e, na presença de outras ordens da Federação Russa, deve ser portada imediatamente após a Ordem de Ushakov.

### Cópia em miniatura
Uma cópia em miniatura do distintivo da Ordem de Júkov é usada em um bloco. A distância entre as extremidades da cruz é de 15,4 mm, a altura do bloco do topo do canto inferior até o meio do lado superior é de 19,2 mm, o comprimento do lado superior é de 10 mm, o comprimento de cada um dos lados é de 16 mm, o comprimento de cada um dos lados que formam o canto inferior é de 10 mm.
Para ocasiões especiais e possível uso diário em roupas civis, está previsto o uso de uma cópia em miniatura do distintivo da ordem, que está localizado após a cópia em miniatura do distintivo da Ordem de Ushakov.
Ao usar a fita da Ordem em uma barra de uniforme, ela é colocada depois da fita da Ordem de Ushakov.
Em roupas civis, a fita da Ordem de Júkov é usada na forma de uma roseta, localizada no lado esquerdo do peito. 
Ao conceder uma ordem a unidades militares, o distintivo e a fita da ordem são afixados na parte frontal do Estandarte de Batalha da unidade.